# Liste von Söhnen und Töchtern der Stadt Oldenburg (Oldenburg)
In dieser Liste sind Söhne und Töchter der Stadt Oldenburg (Oldb) in zeitlicher Reihenfolge aufgeführt.
Zu weiteren Persönlichkeiten siehe Liste von Persönlichkeiten der Stadt Oldenburg (Oldenburg), zu Ehrenbürgern siehe Liste der Ehrenbürger der Stadt Oldenburg (Oldb).
Folgende Personen sind in Oldenburg (Oldb) geboren (chronologische Auflistung nach Geburtsjahr):

## Bis 1800
- Christian I. (1426–1481), König von Dänemark, Norwegen und Schweden
- Johann Hering (1599–1658), Jurist und Oldenburgischer Staatsmann
- Johannes Kirchring (der Jüngere) (bl. 1630–1645), Schreibmeister und Maler
- Gustav Ludwig Janson (1710–1788), Superintendent der Grafschaft Oldenburg
- Christian Albrecht Wolters (1716–1799), oldenburgischer Konferenzrat und Kanzleidirektor
- Heinrich Lentz (1737–1823), Jurist, Konsistorialrat in Diensten des Großherzogtums Oldenburg
- Johann Friedrich Trentepohl (1748–1806), Botaniker
- Gerhard Anton von Halem (1752–1819), Jurist, Schriftsteller der Spätaufklärung
- Albrecht Ludwig von Berger (1768–1813), Jurist
- Bernhard Jacob Friedrich von Halem (1769–1823), preußischer und französischer Beamter und Übersetzer
- Friedrich Lentz (1769–1854), Jurist, Kanzleidirektor in Diensten des Großherzogtums Oldenburg
- Johann Friedrich Herbart (1776–1841), Philosoph, Psychologe und Pädagoge
- Georg von Oldenburg (1784–1812), Prinz und Begründer der russischen Nebenlinie des Hauses Oldenburg
- Friedrich Wilhelm Anton Roemer (1788–1865), Jurist und Politiker des Großherzogtums Oldenburg
- Friedrich Karl Hermann von Kruse (1790–1866), Historiker und Hochschullehrer
- Johann Heinrich Jakob Schloifer (1790–1867), Ministerpräsident des Großherzogtums Oldenburg
- Christian Hoyer (1794–1865), Kaufmann, Bankier und Politiker
- Theodor Erdmann (1795–1893), Verwaltungsjurist und letzter Regierungspräsident des Großherzogtums Oldenburg
- Karl Wilhelm Ludwig Heyse (1797–1855), Altphilologe, Sprachwissenschaftler und Hochschullehrer
- Berthold Diedrich Römer (1797–1858), Offizier, Minister und Vorsitzender des oldenburgischen Militärdepartements

## 19. Jahrhundert

### 1801 bis 1850
- Peter Heinrich Barleben (1803–1866), Verwaltungsbeamter und Abgeordneter des Oldenburger Landtags
- Theodor Heyse (1803–1884), Altphilologe
- Peter Friedrich Ludwig von Rössing (1805–1874), Verwaltungsjurist und großherzoglich oldenburgischer Staatsminister
- Friedrich Heinrich Wagner (1810–1890), deutscher Apotheker und Bürgermeister von Mölln
- Heinrich Gerhard Lambrecht (1812–1898), Schriftsteller und Pflegeanstaltsleiter
- Dietrich Klävemann (1814–1889), Verwaltungsjurist
- Sophie Löwe (1815–1866), Opernsängerin
- Hermann Heinrich Becker (1816–1898), Landtagspräsident, Reichstagsabgeordneter, Präsident Oberlandesgericht
- Johann Heinrich Hoyer (1817–1909), Kaufmann, Fabrikant und Kommunalpolitiker
- Amalie von Oldenburg (1818–1875), Königin von Griechenland
- Caroline Ernst (1819–1902), erste deutsche Siedlerin in Texas
- Friedrich Tappenbeck (1820–1893), Politiker und Richter, Justizminister
- Karl Engel (1824–1913), Musiker und Privatgelehrter
- Wilhelm Christoph Hoyer (1826–1897), Fabrikant und Kommunalpolitiker
- Nikolaus Friedrich Peter (1827–1900), Großherzog von Oldenburg
- Gottfried Ramsauer (1827–1904), evangelischer Geistlicher, Lehrer und Prinzenerzieher
- Wilhelm Wicke (1828–1871), Agrikulturchemiker und Hochschullehrer
- Günther Jansen (1831–1914), Staatsminister im Großherzogtum Oldenburg
- Johannes Ramsauer (1832–1918), evangelischer Pfarrer, Oberkirchenrat
- Georg Flor (1833–1908), Verwaltungsjurist und Oldenburger Justizminister
- Mendel Hirsch (1833–1900), Pädagoge, Schulleiter und Dichter
- Isaak Hirsch (1836–1899), Kaufmann, Journalist und Schriftsteller
- Berthold Wilhelm Gerhard Römer (1836–1905), Archivar
- Friedrich Fedde (1837–1892), Turner und Turnpädagoge
- Franz Klüsner (1837–1916), methodistischer Prediger
- Christian Griepenkerl (1839–1916), deutsch-österreichischer Maler und Professor an der Akademie der bildenden Künste in Wien
- Karl von Eisendecher (1841–1934), Marineoffizier, Vizeadmiral der Kaiserlichen deutschen Marine, Diplomat
- Leonhard von und zu Egloffstein (1842–1904), preußischer Generalmajor
- Karl von Wedel (1842–1919), ziviler Statthalter von Elsaß-Lothringen von 1907 bis 1914
- Adolf Eduard Mayer (1843–1942), Agrikulturchemiker
- Elimar von Oldenburg (1844–1895), Komponist, Schriftsteller und Offizier
- Adolf von der Lippe (1845–1919), preußischer Generalmajor
- Johann Martin Schmid (1847–1923), Orgelbauer
- Wilhelm von Beaulieu-Marconnay (1848–1884), Jurist, Politiker und Reichstagsabgeordneter
- Helene Lange (1848–1930), Politikerin, Pädagogin und Frauenrechtlerin
- Georg Dinklage (1849–1926), Architekt und Baubeamter

### 1851 bis 1875
- Emil Pott (1851–1913), Tierzuchtwissenschaftler, Hochschullehrer in München
- Ludwig Mendelssohn (1852–1896), Klassischer Philologe
- Friedrich August (Oldenburg, Großherzog) (1852–1931), Schiffskommandant, Admiral der Kaiserlichen Marine
- Theodor Harms (1853–1931), Offizier der Kaiserlichen Marine und Admiralitätsrat
- Ludwig Schotten (1853–1913), Generalleutnant
- Karl von Wardenburg (1853–1932), sächsischer Generalleutnant
- Henry Raschen (1854–1937), deutsch-amerikanischer Maler
- Stephan von Nieber (1855–1920), preußischer Generalleutnant, Militärluftschiffer, Begründer des Flugplatzes Johannisthal und Direktor des Deutschen Luftflotten-Vereins
- Otto Friedrich Gramberg (1856–1946), Ministerialrat und Kirchenrechtler
- Karl Tappenbeck (1858–1941), Politiker, Oberbürgermeister von Oldenburg
- Ludwig Freese (1859–1936), Architekt, Geheimer Oberbaurat
- Alexander von Dalwigk zu Lichtenfels (1860–1941), Landrat, Mitglied des Provinziallandtages der Provinz Hessen-Nassau
- Walter Rüder (1861–1922), Gynäkologe und Geburtshelfer in Hamburg
- Paul Müller-Kaempff (1861–1941), Maler, Zeichner und Lithograf
- August Brauer (1863–1917), Zoologe
- Rudolf Franksen (1864–1913), Jurist, Konsularbeamter
- Rudolf Heinze (1865–1928), Politiker (Nationalliberale Partei, DVP), MdR, Ministerpräsident von Sachsen 1918
- Heinrich Stalling (1865–1941), Druckereibesitzer und Verleger
- Emmi Lewald (1866–1946), Schriftstellerin und Frauenrechtlerin
- Wilhelm Meinardus (1867–1952), Geograph
- Julius Mutzenbecher (1867–1933), Jurist und Eisenbahnbeamter
- Else Wirminghaus (1867–1939), Frauenrechtlerin und Autorin
- Georg Kossenhaschen (1868–1931), Unternehmer und Hotelier
- August Oetken (1868–1951), Maler des Historismus und Mosaikkünstler
- Wilhelm Otto (1868–1942), Landschaftsmaler
- Max tom Dieck (1869–1951), Bankdirektor und Politiker, Oberbürgermeister der Stadt Oldenburg
- Hermann Oncken (1869–1945), Historiker und politischer Publizist
- Enno Becker (1869–1940), Jurist und Verfasser der Reichsabgabenordnung von 1919, die erst 1977 von der Abgabenordnung abgelöst wurde
- Wilhelm Stein (1870–1964), Ingenieur und Nahverkehrsmanager
- August Wessels (1870–1952), Schuhmacher und Unternehmer in Augsburg
- Wilhelm Krüger (1871–1940), Hafenbaudirektor in Wilhelmshaven
- Clara Lüken (1871–1946), Studienrätin und lippische Landtagsabgeordnete (DVP)
- Carl Wilhelm August Weber (1871–1957), Jurist, Bankier und Politiker (NLP, DDP, DStP)
- Rudolf Heinrich Christian Weber (1872–1945), Jurist und Innenminister des Freistaats Oldenburg
- Johann Schütte (1873–1940), Forscher und Konstrukteur von Schiffen und Luftschiffen
- Marie Stein-Ranke (1873–1964), Malerin und Radiererin
- Theodor Francksen (1875–1914), Kunstsammler
- Enno Littmann (1875–1958), Orientalist und Übersetzer
- Erich tho Rahde (1875–1927), Verwaltungs- und Bankjurist
- Karl Sartorius (1875–1967), Lehrer und Ornithologe

### 1876 bis 1900
- Magnus Schwantje (1877–1959), Schriftsteller, Pazifist und Tierrechtler
- Rudolf Freese (1879–1963), Politiker, Landtagsabgeordneter (FDP)
- Emil Lueken (1879–1961), von 1920 bis 1933 Oberbürgermeister in Kiel
- Carl Ramsauer (1879–1955), Physiker
- August Hinrichs (1879–1956), Schriftsteller
- Ernst Wempe (1881–1949), Jurist, Bürgermeister in Brake und Oberbürgermeister in Schwerin
- Bernhard Willers (1881–1941), Jurist und Politiker
- Franz Hartong (1882–1945), Politiker (DVP, NSDAP), Verwaltungsjurist, Politiker und Landtagsabgeordneter
- Otto Hoyer (1883–1949), Fabrikant und Politiker, Leiter der Oldenburgische Industrie- und Handelskammer
- Karl Jaspers (1883–1969), Philosoph und Schriftsteller
- Otto Schultze (1884–1966), Generaladmiral im Zweiten Weltkrieg
- Gustav Nutzhorn (1886–1981), Lehrer, Politiker, Landtagsabgeordneter (NSDAP)
- Fritz Cropp (1887–1984), NS-Beamter und „Euthanasie“-Arzt
- Ralf von der Marwitz (1888–1966), Marineoffizier, Vizeadmiral und Marineattaché
- Theodor Pekol (1888–1958), Busbauer und -unternehmer
- Wilhelm Freiherr von Schorlemer (1888–1965), Politiker (NSDAP) und SA-Führer
- Hans Freese (1889–1953), Architekt und Hochschullehrer
- Franz Lampe (1889–1917), Glaskünstler, Zeichner und Maler
- Hermann Böcker (1890–1978), Maler
- Fritz von Falkenhayn (1890–1973), Offizier, Kaufmann und Manager
- Adelheid Fuchs-Kamp (1890–1978), Psychoanalytikerin
- Justin Hüppe (1890–1964), Unternehmer
- Helmuth Wirminghaus (1891–1968), Architekt
- Carl Heinz Carell (1893–1958), Bühnen- und Filmschauspieler, Autor, Hörspiel- und Synchronsprecher
- Friedrich Vorwerk (1893–1969), Journalist, Publizist und Verleger
- Walter Böning (1894–1981), Offizier und Jagdpilot im Ersten Weltkrieg
- Fritz Fuhrken (1894–1943), Kunstmaler
- Gerd Meyer (1894–1987), Maler
- Otto Suhr (1894–1957), Politiker (SPD), MdB, MdA, Regierender Bürgermeister von Berlin
- Heinrich Diers (1894–1980), Autor
- Johann Gerdes (1896–1933), Politiker, Landtagsabgeordneter (KPD)
- Felix Stiemer (1896–1945), Schriftsteller und Verleger
- Nikolaus von Oldenburg (1897–1970), Erbgroßherzog des Großherzogtums Oldenburg
- Clara Reyersbach (1897–1972), Journalistin
- Wilhelm Gideon (1898–1977), Kommandant des Konzentrationslagers Groß-Rosen
- Paul Wilhelm Rohr (1898–1968), Historiker und Archivar
- Hermann Engel (1899–1975), Politiker, Präsident der Bremischen Bürgerschaft
- Richard Bremer (1900–1971), Agrar-Journalist
- Rudolf von Busch (1900–1956), Jurist und Politiker
- Manfred Voß (1900–1942), Schauspieler

## 20. Jahrhundert

### 1901 bis 1940
- Emil Brose (1901–1962), Maler
- Erich Klahn (1901–1978), bildender Künstler
- Ingeborg Alix von Oldenburg (1901–1996), Herzogin
- Ilse Barleben (1904–1974), Historikerin und Werksarchivarin
- Hans Gehrels (1904–1998), Verwaltungsjurist und Landrat
- Emil Klein (1905–2010), Politiker (NSDAP), Mitglied des Reichstages
- Mogens von Harbou (1905–1946), Verwaltungsjurist
- Berthold Walther (1905–1978), Jurist und Landrat von Meppen
- Wilhelm Müller-Wille (1906–1983), Geograph und Hochschullehrer
- Franziska Hamann (1907–1981), Malerin und Karikaturistin in Kiel
- Carl Hinrichs (1907–1967), Schauspieler
- Hans-Gerd Sandstede (1913– nach 1990), Kaufmann und Spion
- Jürgen Arndt (1915–1998), Jurist und Heraldiker
- Klaus Seelemann (1915–1972), Pädiater in Hamburg
- Ingeborg Sello (1916–1982), Fotografin
- Gretli Fuchs (1917–1995), Malerin und Grafikerin
- Christiane Volger (1917–2008), Forstwissenschaftlerin
- Gertrud Meyer-Denkmann (1918–2014), Komponistin, Pianistin und Musikpädagogin
- Hans Günther Aach (1919–1999), Botaniker
- Gernot Rath (1919–1967), Medizinhistoriker
- Anna Maria Strackerjan (1919–1980), Bildhauerin
- Heinz Rökker (1920–2018), Militärpilot und Buchautor
- Albert Tönjes (1920–1980), Politiker (SPD), MdB
- Ferdinand Bohlmann (1921–1991), Chemiker
- Heinz Brauer (1923–2009), Verfahrenstechniker und Hochschullehrer
- Tielko Tilemann (1923–2014), evangelischer Theologe, Landessuperintendent
- Rose Jakobs (1925–1944), deutsche Jüdin und Tagebuchautorin
- Gert Schiff (1926–1990), Kunsthistoriker
- Wolfgard Voß (1926–2020), Turnerin
- Paul Raabe (1927–2013), Literaturwissenschaftler und Bibliotheksfachmann
- Felix Gerritzen (1927–2007), Fußballspieler in der deutschen Fußballnationalmannschaft
- Jürgen Goslar (1927–2021), Schauspieler, Regisseur, Synchronsprecher, Rezitator und Maler
- Heinz Baumann (1928–2023), Schauspieler
- Hans Georg Willers (1928–2022), Manager und Vorstandsvorsitzender
- Gerd Sandstede (1929–2025), Chemiker und ehemaliger Direktor des Battelle-Instituts für Auftragsforschung
- Theodor Kohlmann (1932–2011), Volkskundler und Direktor des Museums für Deutsche Volkskunde
- Wilhelm Deinert (1933–2012), Schriftsteller
- Ulrike Meinhof (1934–1976), Journalistin und Terroristin (Rote Armee Fraktion)
- Gustav Lange (1937–2022), Landschaftsarchitekt und Hochschullehrer
- Karl-Ulrich Lampe (* 1937), Kapitän
- Rolf Meyer-Olden (1937–2024), Diplomat
- Uwe Bredehorn (1938–2025), Bibliothekar
- Gerfried Werner Hunold (1938–2022), römisch-katholischer Ordensgeistlicher, Theologe und Ethiker
- Hilka Koch (1938–2020), Autorin
- Klaus Müller-Klug (* 1938), Bildhauer
- Peter Rathert (* 1938), Urologe
- Heiko Steffens (* 1938), Pädagoge und Wirtschaftswissenschaftler
- Otto Wolters (1938–2020), Jazz-Pianist
- Antoinette de Boer (* 1939), Textildesignerin
- Albrecht Müller (1939–2018), Ruderer, Europameister
- Brigitte Boehme (* 1940), Juristin, Richterin
- Heide Braukmüller (1940–2017), Lehrerin und Schriftstellerin
- Burkhard Grashorn (1940–2017), Architekt und Hochschullehrer
- Eilert Herms (* 1940), Systematischer Theologe in Tübingen
- Dirk Krüger (* 1940), Lehrer und Literaturwissenschaftler

### 1941 bis 1960
- Hartmut Wolff (1941–2012), Althistoriker und Professor für Alte Geschichte in Passau
- Anne Duden (* 1942), Schriftstellerin
- Walter Kreye (* 1942), Schauspieler
- Eckart Grenzer (1943–2017), Bildhauer
- Bernd Schiphorst (* 1943), Medienmanager, Präsident des Fußball-Bundesligisten Hertha BSC
- Ralf Schnell (* 1943), Germanist und Literaturwissenschaftler
- Dietmar Schütz (* 1943), Oberbürgermeister von Oldenburg
- Charlotte Ueckert, geborene Hanßmann (* 1944), Schriftstellerin und Lyrikerin
- Werner Vahlenkamp (1944–2022), Historiker
- Robert Alexy (* 1945), Jurist und Philosoph
- Hille von Seggern (* 1945), Architektin, Stadtplanerin, Freiraumplanerin und Hochschullehrerin
- Su Kramer (* 1946, alias Gudrun Kramer), Sängerin („Kinder der Liebe“)
- Günter Meyer (* 1946), Geograph und Hochschullehrer
- Ingeborg Middendorf (* 1946), Schriftstellerin
- Gerlind Rosenbusch (* 1947), niederdeutsche Schauspielerin und Moderatorin
- Klaus Addicks (* 1948), Anatom
- Marion Eckertz-Höfer (* 1948), Präsidentin des Bundesverwaltungsgerichts
- Theodor Elster (* 1948), Jurist und Politiker, Landrat des Kreises Uelzen
- Harald Gollnick (* 1948), Dermatologe
- Uta Frommater (* 1948), Schwimmerin
- Rainer Paris (* 1948), Soziologe, Hochschullehrer
- Bernd Eilert (* 1949), Schriftsteller
- Gerhard Gebken (1949–2011), Jurist und Bundeswehrdisziplinaranwalt
- Christiane Gibiec (* 1949), Schriftstellerin
- Hans-Peter Pracht (* 1949), Schriftsteller
- Thomas Schmidt-Kowalski (1949–2013), Komponist
- Kurt Edler (1950–2021), Lehrer und Hamburger Politiker der Grün-Alternativen Liste (GAL)
- Manfred Milinski (* 1950), Biologe und Mitglied der Max-Planck-Gesellschaft
- Bernhard Parisius (1950–2023), Historiker und Archivar
- Andrä Wolter (* 1950), Erziehungswissenschaftler und Hochschullehrer
- Jens Frahm (* 1951), Biophysiker und Physikochemiker
- Klaus Modick (* 1951), Schriftsteller, literarischer Übersetzer
- Marlin Wick (* 1951), Synchronsprecher
- Dorothea Wolf (* 1951), Politikerin (Bündnis 90/Die Grünen), von 1994 bis 1998 Abgeordnete im Landtag von Niedersachsen
- Wolfgang Gussmann (* 1952), international tätiger Bühnen- und Kostümbildner
- Wolfgang Höpken (* 1952), Osteuropahistoriker
- Hasso Körtge (* 1952), Brigadegeneral der Luftwaffe der Bundeswehr
- Ulrich Lunscken (1952–2008), Diplomat, von 2005 bis 2007 Botschafter der Bundesrepublik Deutschland in Kuba
- Thomas Schäfer (* 1952), Diplomat
- Hartmut Witte (* 1952), Fotograf und Kunsthistoriker
- Hermann Detering (1953–2018), evangelischer Theologe und Buchautor
- Mathias R. Schmidt (* 1953), Amerikanist und Autor
- Horst Tonn (* 1953), Amerikanist und Hochschullehrer
- Klaus Baumgart (* 1954), Entertainer (Klaus und Klaus)
- Thomas Schütte (* 1954), Bildhauer und Zeichner
- Bernd Lange (* 1955), Politiker (SPD), Mitglied des Europaparlaments
- Ulrich Wiggers (* 1955), Schauspieler
- Andreas Witte (* 1955), ARD-Sportreporter
- Axel Groenemeyer (1956–2020), Soziologe, Professor an der Technischen Universität Dortmund
- Michael Kalkbrenner (* 1956), Fußballspieler
- Heiko Daxl (1957–2012), Medienkünstler und Ausstellungskurator
- Barbara Hahn, geborene Kessler (* 1958), Physikerin und Hochschullehrerin
- Andreas Neumann (* 1958), Filmschauspieler
- Rainer Schomann (* 1958), Denkmalpfleger
- Karlheinz Schwuchow (* 1958), Hochschullehrer
- Andrea Clausen (* 1959), Schauspielerin, Burgtheater-Ensemblemitglied
- Bernd Geck (* 1959), außerplanmäßiger Professor
- Lutz Stratmann (* 1960), Politiker (CDU), ehemaliger Nieders. Minister für Wissenschaft und Kultur

### 1961 bis 1980
- Olaf Glaeseker (* 1961), politischer Beamter und Journalist
- Holger Hanselka (* 1961), Maschinenbauingenieur, Präsident des Karlsruher Instituts für Technologie
- Hardy Crueger (* 1962), Schriftsteller
- Dieter von Essen (* 1962), Politiker (CDU), Bürgermeister der Gemeinde Rastede
- Jan Georg Schütte (* 1962), Schauspieler, Regisseur sowie Drehbuch- und Hörspielautor
- Christian Walter (* 1962), Fagottist, Blockflötist und Drehleierspieler
- Olaf Sosnitza (* 1963), Rechtswissenschaftler und Hochschullehrer
- Matthias Stich (* 1963), Sportschütze
- Riekje Weber (* 1963), Politikerin (SPD), Mitglied der Hamburgischen Bürgerschaft
- Katrin Hesse (* 1964), Hochschullehrerin für Wirtschaftsrecht, Politikerin
- Jörg Högl (* 1964), Architekt
- Dierk Osterloh (* 1964), Maler, Bildhauer und Fotograf
- Sybille Schlumbom (* 1964), deutsch-neuseeländische Künstlerin
- Tanja Schultz (* 1964), Informatikerin und Hochschullehrerin
- Harm von Seggern (* 1964), Historiker
- Silvius von Kessel (* 1965), Domorganist am Erfurter Dom
- Torsten Körner (* 1965), Fernsehkritiker, Journalist, Dokumentarfilmer und Autor
- Bernd Althusmann (* 1966), niedersächsischer Kultusminister und Präsident der Kultusministerkonferenz
- Maike Dörries (* 1966), Übersetzerin
- Harm Kuper (* 1966), Erziehungswissenschaftler und Hochschullehrer
- Stefan Lang (* 1966), ehemaliger Fußballspieler und heutiger -trainer
- Carsten Biesok (* 1968), Jurist und Politiker (FDP), MdL
- Winrich Freiwald (* 1968), Neurowissenschaftler
- Hektor Haarkötter (* 1968), Journalist und Medienwissenschaftler
- Karlo Meyer (* 1968), evangelischer Theologe, Religionspädagoge und Hochschullehrer
- Esther Niewerth-Baumann (* 1968), Rechtsanwältin und Politikerin (CDU), MdL
- Karsten Baumann (* 1969), ehemaliger Fußballspieler und heutiger -trainer
- Ulrike Hinrichs (* 1969), Journalistin, Pressesprecherin und Verbandsfunktionärin
- Oliver Jahn (* 1969), Regisseur, Autor, Schauspieler
- Esther Francksen (* 1970), Schauspielerin
- Jando (* 1970), geb. Jens Koch, Drehbuchautor und Schriftsteller im Bereich Belletristik
- Björn Meyer-Schomann (* 1970), Basketballspieler
- Jan Pommer (* 1970), Geschäftsführer der Basketball-Bundesliga
- Michael Ramsauer (* 1970), Maler
- Peter Middendorf (* 1971), Professor für Luft- und Raumfahrttechnik
- Jens Nacke (* 1971), Politiker (CDU), Mitglied des Niedersächsischen Landtags
- Thorsten Thümler (* 1971), Politiker
- Clelia Sarto (* 1973), Schauspielerin
- Sandra Altmeppen (* 1974), Pflegepädagogin und Hochschullehrerin
- Hans Jörg Butt (* 1974), Fußballspieler
- Hasnain Kazim (* 1974), Journalist
- Gabriele Monschau (* 1974), Juristin und Vizepräsidentin des Bundesnachrichtendienstes
- Wiebke Windorf (* 1974), Kunsthistorikerin und Hochschullehrerin
- Sven Bremer (* 1975), Fußballspieler
- Michael Beutler (* 1976), Bildhauer und Installationskünstler
- Oliver Köhrmann (* 1976), Handballnationalspieler
- Svenja Stadler (* 1976), Politikerin, Mitglied des Deutschen Bundestages
- Stephan Westphal (* 1976), Mathematiker und Hochschullehrer
- Amelie Lux (* 1977), Windsurferin, Olympiateilnehmerin 2000 und 2004
- Anne Onken (* 1977), Radiomoderatorin
- Christine Uschy Wernke (* 1977), Regisseurin
- Michael Zellmer (* 1977), Wasserballtorwart
- Oliver Gussenberg (* 1978), Judoka, Olympiateilnehmer
- Florian Bruns (* 1979), Fußballspieler
- Kathrin Scholl (* 1979), Handballspielerin
- Moritz Schulz (* 1979), Philosoph
- Antonia Lorenz-Birk (* 1980), Klarinettistin
- Sebastian Prignitz (* 1980), Epigraphiker und Archäologe
- Dirk Stamer (* 1980), Wirtschaftsinformatiker und Politiker (SPD)

### 1981 bis 2000
- Sibylle Anderl (* 1981), Publizistin
- Boris Herrmann (* 1981), Segelsportler
- Jan Krüger (* 1981), Filmproduzent
- Johannes Bitter (* 1982), Handball-Nationaltorhüter
- Josephine Bode (* 1982), Musikerin
- Florian Eiben (* 1982), Politiker (SPD)
- Monroe (* 1982), eigentlich Willem Bock, Musikproduzent, Autor und Verleger
- Jens Schreiber (* 1982), Freistilschwimmer und Olympiateilnehmer
- Vivien Pieper (* 1982), Autorin, Filmemacherin und Dozentin
- Klaas Heufer-Umlauf (* 1983), Fernsehmoderator und Schauspieler
- Can Mansuroglu (* 1983), Filmemacher, Journalist und Moderator
- Corinna Miazga (1983–2023), Politikerin (AfD)
- Gerrit Winter, Künstlername Gee Road (* 1983), Sänger, Moderator und Vocalcoach
- Lea Sophie Salfeld (* 1985), Schauspielerin und Sängerin
- Christin Siebel (* 1985), Politikerin (SPD)
- Louisa Specht-Riemenschneider (* 1985), Rechtswissenschaftlerin und Hochschullehrerin
- Clara Bünger (* 1986), Juristin und Politikerin (Die Linke)
- Jannik Freese (* 1986), Basketballspieler
- Dennis Rohde (* 1986), Politiker (SPD), MdB, Parlamentarischer Staatssekretär
- Thomas Plößel (* 1988), Segler
- Jeremy Fragrance (* 1989), Influencer
- Wiebke Stuhrberg (* 1989), politische Beamtin (Bündnis 90/Die Grünen)
- Carolin Schmele (* 1990), Handballspielerin
- Tahsim Durgun (* 1995), Content Creator
- Dennis Engel (* 1995), Fußballspieler
- Yannik Heckmann (* 1995), Schauspieler
- Felix Henkelhausen (* 1995), Jazzmusiker
- Jannes Hundt (* 1996), Basketballspieler
- Kai-Sotirios Kaissis (* 1996), Fußballspieler
- Jannis Maus (* 1996), Kitesurfer
- Pascal Richter (* 1996), Fußballspieler
- Pascal Steinwender (* 1996), Fußballspieler
- Leo Weinkauf (* 1996), Fußballtorwart
- Elisa Senß (* 1997), Fußballspielerin
- Thilo Töpken (* 1999), Fußballspieler
- Anica Russo (* 2000), Singer-Songwriterin

## 21. Jahrhundert
- Marie Steffen (* 2001), Handballspielerin
- Vincent Neugebauer (* 2002), Basketballspieler
- Ina-Marie Timmermann (* 2002), Fußballspielerin
- Fabio Chiarodia (* 2005), italienisch-deutscher Fußballspieler